# ヒメイワシャコ
ヒメイワシャコ (姫岩鷓鴣、Ammoperdix griseogularis)は、キジ目キジ科に分類される鳥類の一種である。現地では鳴き声からSee-seeと呼ばれており、英名もそれに由来する。

## 分布
中央アジア（アフガニスタン西部、トルクメニスタン、イラン、インド北西部など）に分布する。

## 形態
体長25-27cm。雄は上体、胸、腹が黄色がかった褐色で、胸はピンク色を帯びている。脇羽は栗色で縁は黒い。頭と頸は灰色で額の部分が黒い。白い通眼線があり、眉斑は黒い。嘴は橙色、足は黄緑色である。雌は雄と比べると地味な体色で、全体に黄色がかった褐色である。嘴も褐色。

## 生態
主に乾燥地帯の地上で生活している。森林地帯の岩場でも生息する。
食性は雑食で、植物の種子や葉、昆虫類などを食べる。
繁殖期は4-7月で、岩陰や植物に隠された地面のくぼ地に、1腹6-9個の卵を産む。抱卵期間は約21日である。

## 亜種
以下の2亜種に分類される。
- Ammoperdix griseogularis peraticus
- Ammoperdix griseogularis griseogularis